# Leptataspis rubrolimbata
Leptataspis rubrolimbata är en insektsart som beskrevs av Victor Lallemand 1922. Leptataspis rubrolimbata ingår i släktet Leptataspis och familjen spottstritar. Inga underarter finns listade i Catalogue of Life.